# Goffredo Alterisio
Goffredo Amedeo Giorgio Alterisio (Sant'Agata de' Goti, 21 aprile 1891 – Imperia, 12 agosto 1973) è stato un politico italiano.

## Biografia
Nacque nel 1891 a Sant'Agata de' Goti, in Campania, da Ilario Alterisio e Matilde Cice. Si trasferì in giovane età a Oneglia, dove il padre aveva preso servizio come ispettore scolastico, e fu ufficiale di complemento durante la prima guerra mondiale. Al termine del conflitto venne assunto come impiegato della raffineria Sairo e al contempo iniziò a partecipare alla lotta politica avvicindandosi agli ambienti socialisti. Fu assessore a Oneglia nell'ultima giunta del sindaco Agostino Berio.
Aderì al Partito Comunista Italiano e fece parte del Comitato di Liberazione Nazionale di Imperia. Nel 1945 venne eletto primo sindaco della città dopo la liberazione e alle prime elezioni democratiche del 1946 venne riconfermato sindaco di Imperia. Nell'assumere la carica, si pose come il sindaco della pacificazione, invitando alla collaborazione per lasciarsi il passato alle spalle (il riferimento è ai numerosi scontri che vide Imperia teatro della guerra civile ed era avvenuto il fatto noto come strage di Costa d'Oneglia). Impegnato nelle opere di ricostruzione, attuò la demolizione del carcere di Oneglia, danneggiato dai bombardamenti nel 1944, al fine di creare un nuovo quartiere della città.
Morì a Imperia nel 1973 e gli è stata intitolata la via dell'argine sinistro del torrente Impero.